# Statenville
Statenville – jednostka osadnicza w Stanach Zjednoczonych, w stanie Georgia, siedziba administracyjna hrabstwa Echols.